# Daviess County (Missouri)
Daviess County is een county in de Amerikaanse staat Missouri.
De county heeft een landoppervlakte van 1.468 km² en telt 8.016 inwoners (volkstelling 2000). De hoofdplaats is Gallatin.